# Giuseppe Nascimbeni
Giuseppe Nascimbeni (* 22. März 1851 in Torri del Benaco; † 22. Januar 1922 in Castelletto di Brenzone) war ein römisch-katholischer Priester der Diözese Verona und Gründer der Kongregation der Piccole Suore della Sacra Famiglia. In der katholischen Kirche wird er als Seliger verehrt.

## Leben
Giuseppe Nascimbeni wurde am 22. März 1851 in Torri del Benaco bei Verona geboren. In seiner Familie wuchs er im Klima eines gelebten christlichen Glaubens auf, wodurch er schon früh in seiner Jugend seine Berufung zum Priestertum erkannte. Um dieser Berufung zu folgen, begann er sein Theologiestudium in Verona.
Am 9. August 1874 wurde er von Kardinal Luigi di Canossa zum Priester geweiht und wirkte bis 1877 als Lehrer und Priester in San Pietro di Lavagno. Anschließend wurde er zur Unterstützung des alten und kranken Gemeindepfarrers nach Castelletto di Brenzone versetzt. Später übernahm er die Pfarrstelle und setzte sich für die Verbesserung der örtlichen Lebensbedingungen ein. Zu diesem Zweck sorgte er für die Einrichtung von Sanitär- und Elektroinstallationen und richtete neue Post- und Telegrafendienste ein, um das Dorf besser mit dem Rest des Landes zu verbinden. Castelletto war verkehrstechnisch fast völlig isoliert, mit Ausnahme von Booten und einem alten Saumpfad, und befand sich in einem Zustand der Armut, nicht nur in wirtschaftlicher Hinsicht. Nascimbeni betete oft darum, dass ihm im Dorf Ordensschwestern zur Seite stehen mögen. Allerdings scheiterte ein Ansiedlungsversuch der Ursulinen aus Brescia und auch viele Bitten an Bischöfe und andere Ordensgemeinschaften erhielten keine positive Antworten.
Schließlich gründete er gemeinsam mit der heiligen Maria Domenica Mantovani, einem jungen Mädchen aus seiner Pfarrei, eine neue Ordensgemeinschaft: die Kongregation der Piccole Suore della Sacra Famiglia. Die Schwestern sollten sich um die schulische Bildung der Kinder in Kindergärten und Schulen sowie um die Kranken und Bedürftigen im Ort kümmern.
Am 31. Dezember 1916 erlitt Nascimbeni einen Schlaganfall, der ihn für den Rest seines Lebens an einen Rollstuhl fesselte. Er blieb gesundheitlich angeschlagen und wurde von verschiedenen Krankheiten geplagt. Nachdem er sich von der Spanischen Grippe und einem Anfall von Diabetes erholt hatte, brach er 1921 erneut zusammen, wodurch sich seine gesundheitliche Situation erheblich verschlechterte. In der Nacht vom 21. auf den 22. Januar 1922 starb er.

## Seligsprechung
Der Seligsprechungsprozess wurde am 4. Dezember 1980 in seiner Heimatdiözese eröffnet, wobei ihm durch das „nihil obstat“ der Kongregation für die Selig- und Heiligsprechungen der Titel „Diener Gottes“ verliehen wurde. Zur Einleitung des Verfahrens wurden zwei diözesane Tribunale eingesetzt, deren Ergebnisse in der Positio bei der römischen Kongregation vorgelegt wurden.
Papst Johannes Paul II. bestätigte am 17. Februar 1984 die Ergebnisse und sein heroisches Tugendleben und erklärte ihn zum „Ehrwürdigen Diener Gottes“. Das für die Seligsprechung erforderliche Wunder wurde untersucht und am 26. September 1986 anerkannt. Der Papst bestätigte dieses Wunder am 8. Mai 1987 und sprach Giuseppe Nascimbeni am 17. April 1988 im Petersdom selig.

## Gedenktag
Der liturgische Gedenktag ist sein Todestag, der 22. Januar.